# مستور (اسم)
مستور هو اسم علم مذكر من أصل عربي، ومعناه هو المغطى العفيف المتواضع الساتر، قال تعالى: ﴿جعلنا بينك وبين الذين لا يؤمنون بالآخرة حجابًا مستورًا﴾ [ الإسراء من الآية 45] أي حجابًا ساترًا.

## شخصيات تحمل الاسم
- مستور العصيمي
- مستور سليمان حمادي (مغني يمني، 1898 – 1975)

## وصلات خارجية
- موسوعة السلطان قابوس لأسماء العرب